# Tangara lunigera
La tangara carigualda (Tangara lunigera) es una especie —o la subespecie Tangara parzudakii lunigera, dependiendo de la clasificación considerada— de ave paseriforme de la familia Thraupidae, perteneciente al numeroso género Tangara. Es nativa de regiones andinas del noroeste de América del Sur

## Distribución y hábitat
Se distribuye por la pendiente del Pacífico de la cordillera de los Andes del oeste de Colombia y oeste de Ecuador.
Esta especie es considerada bastante común en sus hábitats naturales: las selvas húmedas montanas y sus bordes. principalmente entre 1500 y 2500 m de altitud, puede llegar localmente hasta los 800 m.

## Sistemática

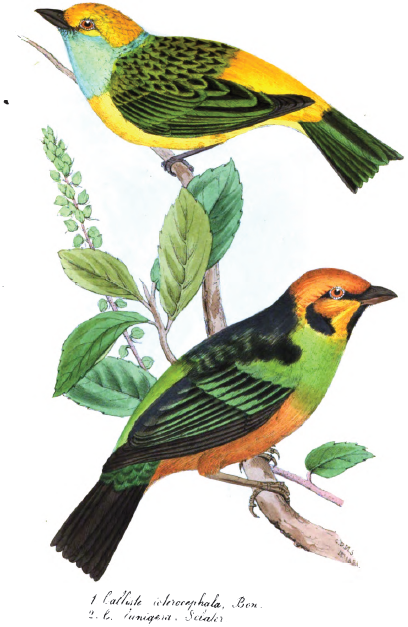
Calliste lunigera = Tangara lunigera (abajo) y Calliste icterocephala = Tangara icterocephala (arriba), ilustración de Catherine Strickland en Contributions to ornithology, 1851.

### Descripción original
La especie T. lunigera fue descrita por primera vez por el zoólogo británico Philip Lutley Sclater en 1851 bajo el nombre científico Calliste lunigera; su localidad tipo es: «Río Negro, error; enmendado para oeste de Ecuador».

### Etimología
El nombre genérico femenino Tangara deriva de la palabra en el idioma tupí «tangará», que significa «bailarín» y era utilizado originalmente para designar una variedad de aves de colorido brillante; y el nombre de la especie «lunigera» se compone de las palabras del latín «luna»: luna, y «gera»: que lleva.

### Taxonomía
La presente especie es tratada por diversos autores como una subespecie de Tangara parzudakii, sin embargo, las clasificaciones Aves del Mundo (HBW) y Birdlife International (BLI) la consideran como una especie separada con base en diferencias de plumaje y morfométricas. Se distingue porque la cara es anaranjada y no roja, las mejillas inferiores amarillas y el negro del dorso se extiende hasta la nuca; es de tamaño ligeramente menor. Esta separación no es seguida todavía por otras clasificaciones. Es monotípica.